# Berserkjahraun

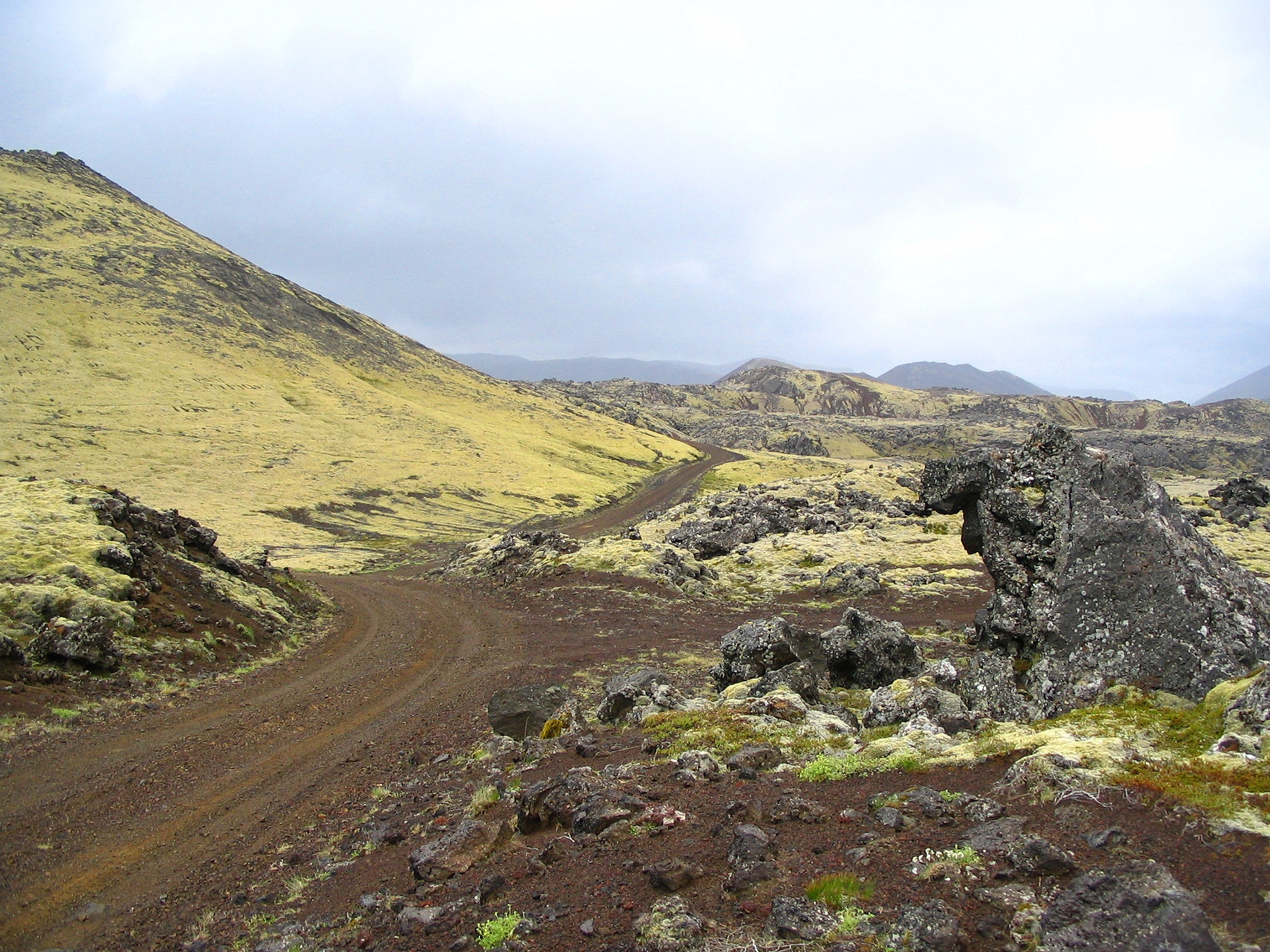
Berserkjahraun

Das von Kraterreihen durchsetzte Lavafeld Berserkjahraun befindet sich im Westen von Island. Es gehört zum Vulkansystem der Ljósufjöll und liegt im Norden der Halbinsel Snæfellsnes bei Stykkishólmur.

## Name
Seinen Namen trägt das Lavafeld wegen Begebnissen, die in einer der Isländersagas, der Eyrbyggja-Saga (13. Jahrhundert), geschildert sind. Sie werden vermutlich auch in einer älteren Quelle, der Heiðarvíga-Saga erwähnt, aber diese ist nicht im Original erhalten geblieben.
Demnach kam der Wikinger Vermóður in das Lavafeld mit zwei Brüdern, die Berserker aus Schweden waren. Nach einiger Zeit wuchsen ihm die wilden Kerle über den Kopf und er gab sie gern an seinen Bruder Víga-Styrr ab. Auch der hatte nach einiger Zeit seine Probleme mit den starken und ungebärdigen Männern. Halli, einer der Brüder, wollte schließlich sogar Ásdís, die Tochter seines Herrn, zur Frau. Víga-Styrr gab anscheinend zunächst nach, stellte aber eine Bedingung: Der Berserker sollte einen Weg durch die Lava zum Hof Bjarnarhöfn bauen und auch eine kleine Befestigungsanlage in den Laven errichten. Das gelang den beiden Berserkern. Aber Víga-Styrr hielt sich nicht an die Abmachung und ließ die beiden stattdessen töten und im Berserkjahraun begraben.
Man findet tatsächlich heute noch einen deutlich erkennbaren Weg, der aus dem Mittelalter stammt und durch das Lavafeld nach Bjarnarhöfn führt, und daran auch sowohl eine kleine Befestigung als auch das Grab zweier Männer. Archäologen gruben dort Gebeine aus.

## Zur Geologie des Lavafeldes
Beim Neovulkanismus auf Snæfellsnes – er setzte nach einer Pause von ca. fünf Millionen Jahren vor zwei Millionen Jahren neu ein – handelt es sich um hochalkalibetonte Auswurfgesteine. Dies gilt für alle drei aktiven Vulkansysteme auf Snæfellsnes: Snæfellsjökull, Lýsuskarð und Ljósufjöll.
Damit betrifft dies auch das Lavafeld Berserkjahraun, das vor ca. 4000 Jahren entstand. Die Laven entströmten einer Kraterreihe, die aus vier Kratern des Ljósufjöll-Vulkansystems besteht. Sie befinden sich zwischen dem Kerlingarskarð und dem Seljafell. Im Osten liegt Rauðakúla (379 m), dann Gráakúla (211 m), Smáhraunakúla und im Westen Kothraunskúla (191 m). Der Ausbruch begann in Kothraunskúla. Dann folgten die Krater Rauðakúla und Gráakúla und schließlich der kleinste Krater Smáhraunakúla. Das Lavafeld bedeckt einen Großteil des Westens der Gemeinde Helgafellssveit; zu beiden Seiten des Berges Bjarnarhafnarfjall haben sich die Laven ins Meer ergossen.
Zwei Seen entstanden bei dem Ausbruch, als die Laven Bäche aufstauten: Selvallavatn und Kothraunsvatn. Beide Seen haben nur unterirdische Abflüsse.
Es handelt sich meist um schwer zu durchquerende Aa-Laven aus Alkaliolivinbasalt.
Das Lavafeld steht inzwischen unter Naturschutz.